# Galamb József
Galamb József (Joseph A. Galamb) (Makó, 1881. február 3. – Detroit, 1955. december 4.) magyar mérnök, konstruktőr, a Ford Motor Company tervezője, a Ford T-modell egyik megalkotója.

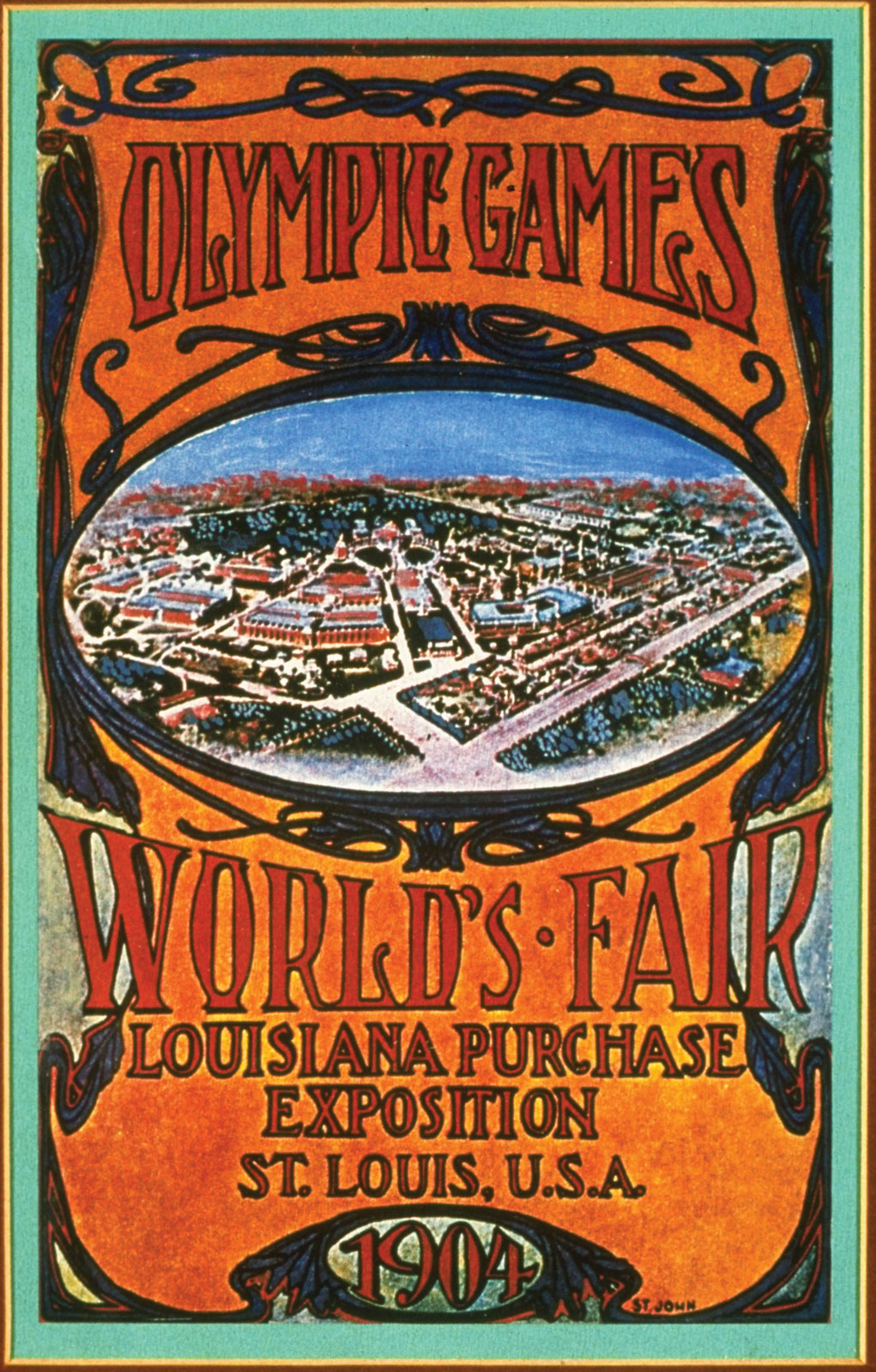
A St. Louisban tartott 1904-es olimpia és világkiállítás közös plakátja

## Élete

### Fiatalkora
Egy szegény református parasztcsaládban született. Édesapja Galamb József földműves, édesanyja Putnoki Erzsébet háztartásbeli volt. A hét gyermek – Sándor, József, János, Rozália, a csecsemőként meghalt Ferenc, és Ferenc – között a második legidősebb volt. Elemi iskoláit, és a gimnázium első négy osztályát szülővárosában végezte, amelynek költségeit az addigra befutott ügyvédként tevékenykedő bátyja fedezte, mert a családfenntartó édesapa korán meghalt. Szegeden, az Állami Fa- és Fémipari Szakiskolában (ma Déri Miksa Szakközépiskola) folytatta tanulmányait. Itt legkedvesebb tanárai közé tartozott Csonka Ferenc vegyészmérnök, akinek bátyja, Csonka János a magyar autó- és motorgyártás úttörője volt. Már itt felfigyeltek geometriai rajzaira, amik nagy kifejezőkészségről tanúskodtak.
Ezután a Budapesti Állami Felsőipariskolának (ma Óbudai Egyetem, Bánki Donát Gépész és Biztonságtechnikai Mérnöki Kar) lett hallgatója. Innen 1901. júniusban távozott végbizonyítvánnyal. Tanárai között számos kiemelkedő szakember volt, úgy mint Lencz Ödön, Dömötör Pál és Jalsoviczky Géza. Három itt töltött éve alatt a gépész szakosztályon 24 tantárgyat tanult, és a gépszerkezettani gyakorlatokon kivétel nélkül jeles osztályzatot kapott. A főiskola után egy évet töltött gyakorlaton, ennek befejezése után a kovács, kútfúró, harangöntő, lakatos, rézöntő, réz- és bronzműves szakmákból képesítést szerzett, és elsajátította a lokomobilok, gőzkazánok és stabilgépek kezelését. Az iskolák elvégzésekor végleg elhatározta, hogy autót akar konstruálni – ez már a szegedi évek óta érlelődött benne.

### Pályájának kezdete
Legelső munkahelye a diósgyőri Vasgyár volt, ahol rövid ideig dolgozott; műszaki rajzolóként tevékenykedett üzemmérnöki diplomával. Még 1901-ben bevonult a kötelező katonai szolgálatra Pólába a haditengerészethez. Itt – amellett hogy gépkezelői tanfolyamot végzett – megismerkedett Horthy Miklóssal, aki akkor a Kranlich torpedó-naszád parancsnoka volt. Horthy felfigyelt a tehetséges szakemberre. Galamb József letöltötte két éves katonai szolgálatát, szakaszvezetői rangban szerelt le. Ezután dolgozott Hódmezővásárhelyen, Békéscsabán, majd elnyert egy utazási ösztöndíjat, és Németországba utazhatott. Az ösztöndíj értéke 300 korona volt, amelyet tanulmányútra kellett fordítani. 1903-ban kezdte meg külföldi útját, ellátogatott Drezdába, Hamburgba, Berlinbe és Brémába. Utóbbi helyen pénze elfogyott, ezért hajógyári munkásnak állt. Dolgozott Düsseldorfban egy kisebb üzemben, majd a Daimler és a Benz gyáraiban. Ezután érkezett el Frankfurt am Mainba, ahol az Adler Automobil Company alkalmazottja lett, motor-összeszerelőként dolgozott.

### Út Amerikába
Galamb József elhatározta, hogy eljut az Amerikai Egyesült Államokba, minden vágya volt, hogy megtekintse az 1904-es autó-világkiállítást St. Louisban. Útközben útbaejtette Hollandia és Belgium gyárait. Antwerpenből, New Yorkba hajózott, az Amerikai Egyesült Államokba 1903. október 6-án érkezett meg két utitársával, Fishoff Manóval és Balogh Márkussal, utóbbi Charles Balough néven vált világhírű mérnökké. Mivel pénzszűkében volt, a világvárosban azonnal munkát keresett; dolgozott egy dobozgyárban, a Thomson Leather Decoration Company-nál, az Albany State House falburkolatának díszítésén munkálkodott. Hamarosan Pittsburghbe utazott, ahol szerszámkészítőként dolgozott a Westinghouse Műveknél. Napi 9-10 órát dolgozott 25 cent órabérért. Keresetéből végül el tudott jutni a világkiállításra. Eredeti tervei szerint visszatért volna az Adler-gyárba, de meggondolta magát, és keletnek indult. Clevelandben a Stearn's Automobile Company alkalmazottja lett, karburátorokat készített. Ekkorra már elég jól elsajátította az angol nyelvet, ezért géptervezői állást keresett. Elsőként a Harris Automotive Press Company foglalkoztatta. A cég rotációs munkagépeket gyártott, heti fizetése 20 dollár volt. 1905. július 4-én meglátogatta egyik detroiti barátját. A város – az autógyártás korabeli központja – annyira megtetszett Galambnak, hogy itt is telepedett le. Detroitban találkozott Henry Forddal is. 20 dolláros állást keresett, de a Cadillac-gyár csak 18-at ígért neki. Hogy megbizonyosodjanak gépészmérnöki tudásáról, lehetőséget adtak neki próbatervezésre. A bemutatkozás előtt szerencsét próbált Ford gyárában, ahol azonnal megkapta az igényelt heti fizetést, és tíz nap múlva munkába is állhatott. A próbatervezésen egy speciális fúrót tervezett, amelyet egy hátsó fékdob gyártáshoz lehetett használni. A két óra alatt elvégzett munkát a Cadillac állásajánlattal díjazta volna, de Galamb közölte a gyárral, hogy már Fordhoz szerződött. Ebédjét fogyasztva lépett oda hozzá egyik barátja, akivel együtt hajózott az Egyesült Államokba. Az anekdota szerint ekkép invitálta a mérnököt: „Gyere Jóska hozzánk állásba!” Galamb erre az eseményre visszaemlékezve később azt mondta: „Így esett hogy három órán belül három helyre mehettem volna dolgozni”.

### Ford konstruktőreként

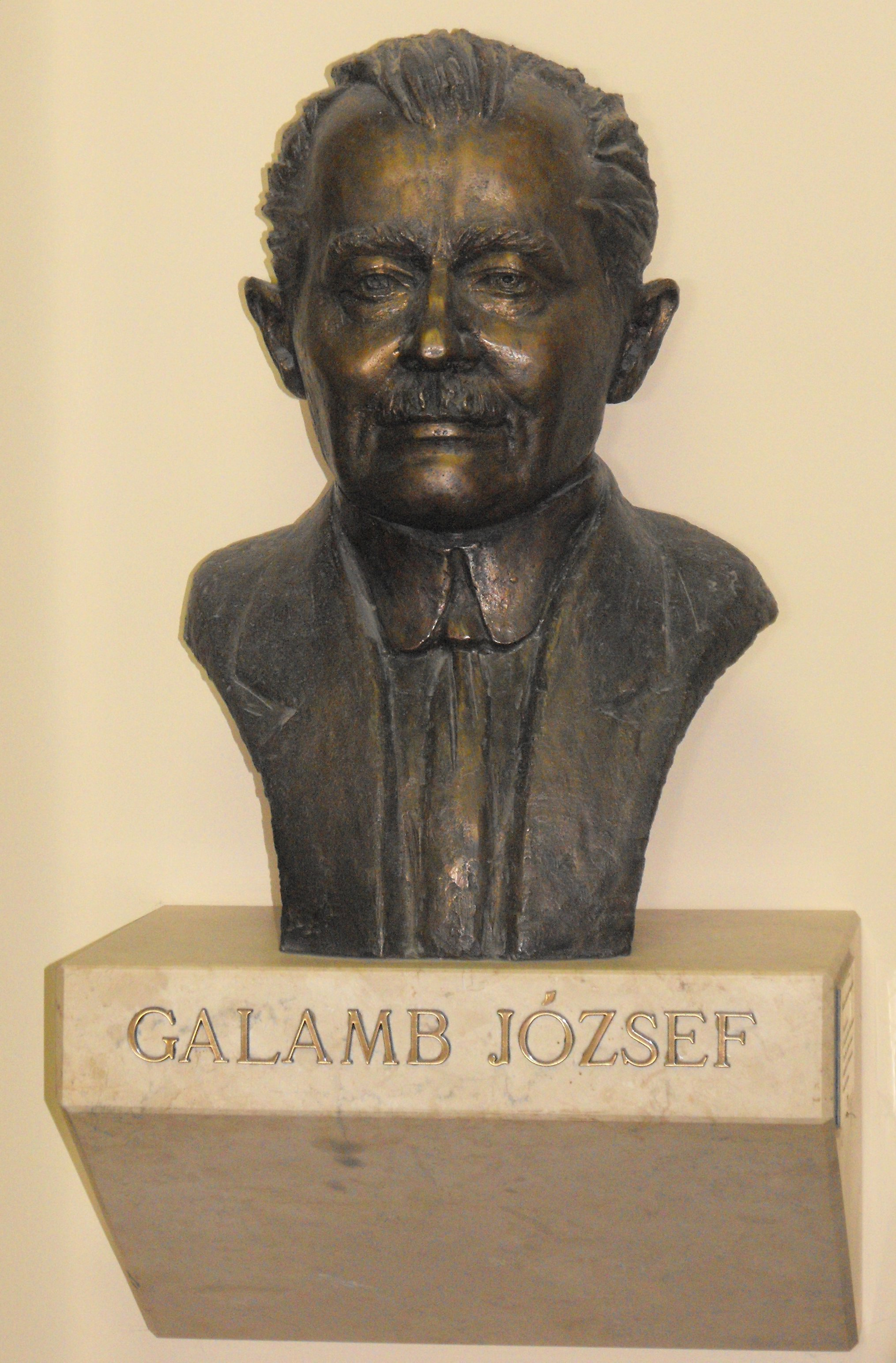
Galamb József második szobra: a róla elnevezett iskola aulájában található, Borsi Sándor munkája.

A Ford Motor Companynél 1905. december 11-én kezdett dolgozni mint műszaki rajzoló. Ekkoriban a cég szinte semmit sem gyártott önállóan; az alkatrészeket a Dodge Brothers szállította. Áttervezte a Ford N-modell hűtőrendszerét, majd a gyár főkonstruktőre lett. A szintén magyar Charles Balough, Haltenberger Gyulal és az amerikai Childe Harold Wills-szel együtt ő alkotta meg a híres Ford T-modell alkatrészeinek tervét. Ez egy egyszerűen kezelhető, olcsón előállítható autó volt. A szerkezeti tervek elkészítése során jelentős műszaki újításokat alkalmazott. Az ő találmánya volt az elsőként a T-modellnél alkalmazott bolygóműves sebességváltó és a levehető hengerfejű motor. 1913-ban a Fordnál áttértek a mozgó összeszerelő szalagon történő sorozatgyártásra. E forradalmi újításnak köszönhetően a T-modell a világ első népautója lett. Húsz évig gyártották, közel 15 és fél millió darab készült belőle. 2000-ben 100 000 működőképes darab volt fellelhető a világon.
1911-ben, majd 1913-ban is hazalátogatott Makóra. A gyár főkonstruktőre, később főmérnöke és igazgatója lett. 1915-től Farkas Jenővel elkészítette a Fordson-traktor, az első sorozatgyártású mezőgazdasági jármű terveit. Elsősorban nőknek szánták, hogy férjük helyett dolgozhassanak a farmon, amíg azok a fronton szolgálnak. Belőle hat darabot küldött szülővárosába testvéreinek, akik nem csak dolgoztak vele, hanem egyúttal propagálták is a Ford-járműveket, és családi céget alapítottak. A telephely a Deák Ferenc utca sarkán állt (az épületet emléktáblával jelölte meg a makói városvezetés), autókat, traktorokat, alkatrészeket forgalmaztak, amik Fiumén keresztül érkeztek ide. A növekvő kereslet hatására 1927-29 között Békéscsabán kereskedést és szerelőműhelyet hoztak létre Dr Vitéz Galamb Sándorral (Galamb és társa Rt Andrássy út 41, székhely Szeged Feketesas utca 22), ahol 35 szerelő dolgozott. Ugyanebben az évben kapta meg Galamb József az amerikai állampolgárságot. 1917-ben megnősült, Dorotty Beckhammel közös házasságukból két leány, Clair (*1918) és Gloria (*1927) született.
1921-ben ösztöndíjat alapított olyan makói, szegény sorsú diákoknak, akik felső ipari iskolában kívántak tanulni. Az első világháború alatt hadigépek szerkesztésével foglalkozott (tengeralattjáró-keresővel, harckocsikkal, repülőgépmotorokkal), de sebesültszállító autók tervét is neki köszönhetjük. Részt vett a V-8 modell kialakításában, pályamunkás vagonokat és teherautókat is tervezett. A Ford máig használt márkafeliratát is ő rajzolta meg. Több alkalommal hazalátogatott Magyarországra, s előadásokat tartott a Magyar Mérnök és Építész Egyletben. Utoljára 1932-ben járt idehaza. A második világháború idején Ford ötletére hathengeres kiskocsit tervezett, amely 1942-ben készült el. Henry Ford megbecsülte tehetséges tervezőjét; Galamb évi fizetése 75 000 dollár volt – ennyit keresett az Egyesült Államok elnöke is.

### Időskora
Az 1940-es években a magyarországi politikai helyzet miatt már nem tarthatta családjával a kapcsolatot. Testvére Galamb Ferenc 1938-ban adta el a Deák Ferenc utca 61 szám alatti lerakatot. Gyomorbántalmak, majd szívbetegség gyötörte. Egy szívrohamból felépülve 1944. április 10-én az aktív munkától visszavonult, orvosai tanácsára kérte nyugdíjazását. Az amerikai autógyártás fellegvárában, Detroitban halt meg, 1955-ben.

## Emlékezete

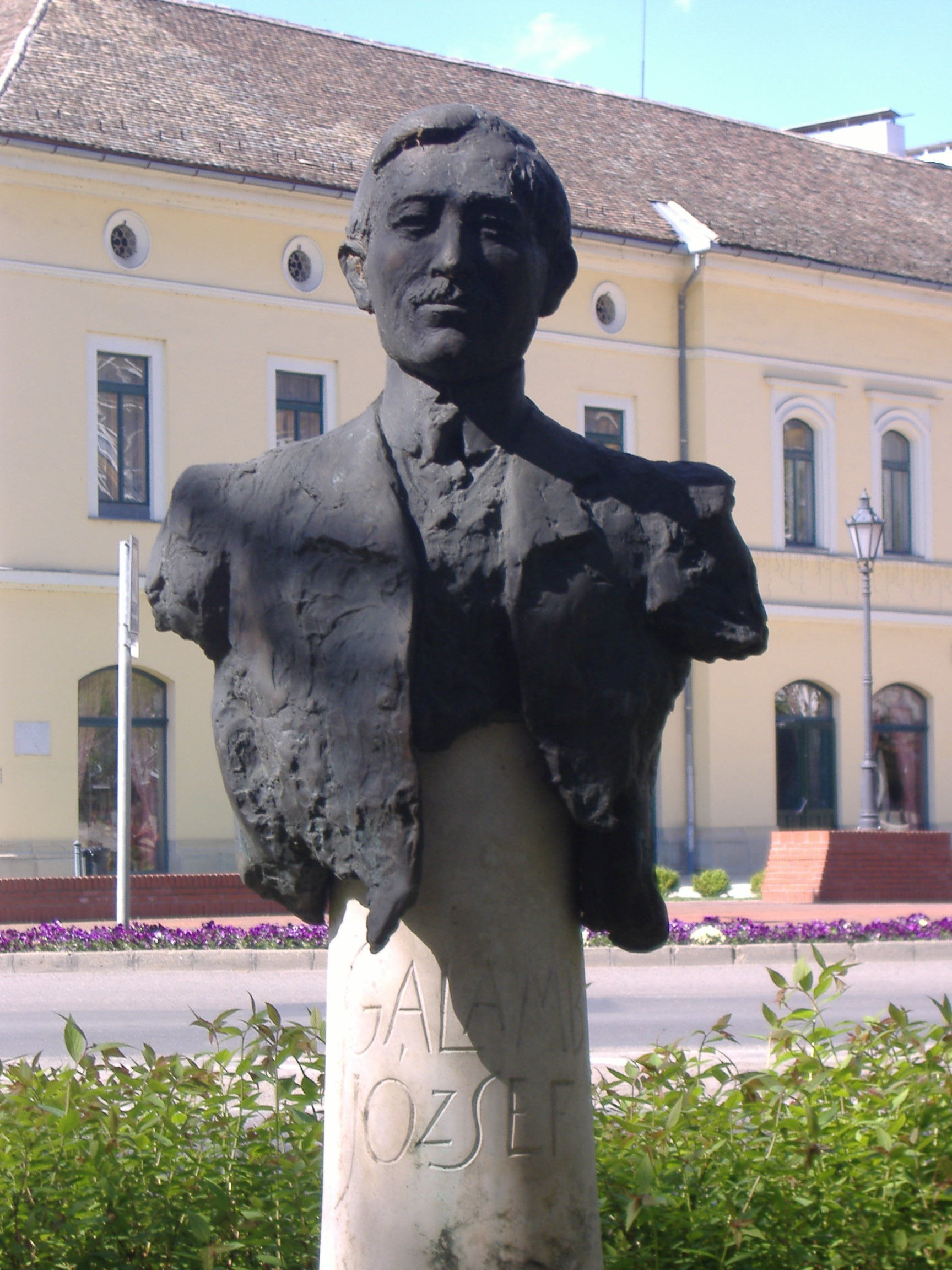
A makói Széchenyi téren található Galamb József-szobor

- 1981-ben emléktáblával jelölték meg a makói Ford-lerakat épületét.
- A makói ipari szakmunkásképző és szakközépiskola 1990. december 1-jén felvette a Galamb József Szakképző Iskola nevet. 2007. augusztus 1-je óta az intézmény jogutódja a Makói Oktatási Központ, Szakképző Iskola és Kollégium, amelynek ezentúl egyik tagintézménye viseli a konstruktőr nevét.[3]
- 2000-ben Makó városa posztumusz díszpolgári címet adományozott Galamb Józsefnek.[4]
- Szülővárosában, Makón 2001. május 4-én avatták föl Galamb József első mellszobrát, Széri-Varga Géza alkotását. A bronzszobor a Belvárosban, a Széchenyi téri szoborparkban áll.[5]
- 2002-ben Sárneczky Krisztián a mérnök emlékezetére 132824 Galamb névre keresztelte az általa felfedezett aszteroidát.
- 2005-ben a róla elnevezett középiskola aulájában elhelyezték a konstruktőr második szobrát is: ez Borsi Sándor alkotása. A bronz portrészobor márványtalapzat segítségével az épület falához van erősítve.
- A Magyar Nemzeti Bank 2006. február 23-án, egy Holló István tervezte, Ford-T modellt ábrázoló Galamb József-emlékérmét bocsátott ki. Az érem 1000 Ft címletű, 14 gramm tömegű és kupronikkelből készült.[6]
- Az Óbudai Egyetem Népszínház utcai épületében 2008. augusztus 1-jén megnyílt a Galamb József emlékszoba.[7]
- Az egyetem Bánki Donát Gépész és Biztonságtechnikai Mérnöki Karán előadótermet neveztek el róla.[8]
- A mérnök után nevezték el az Óbudai Egyetem 2002-ben alapított Galamb József Szakkollégiumát, és annak utódját, a 2008 augusztusában életre hívott Galamb József Integrált Projekt Szakkollégiumot.[9]
- Az Óbudai Egyetem és a Metal Art Zrt. is kibocsátott egy Galamb József-emlékérmet; a 2008-ban, 200 példányban veretett érem ezüstözött színesfémből készült. Előlapján a konstruktőr neve, születési és halálozási dátuma, valamint portréja található; hátlapján egy Ford T Touring modell látható.[10]
- Magyar Örökség díj (2016)
- Józsefváros (VIII. kerület) posztumusz díszpolgári cím (2017)[11]

## Jegyzetek

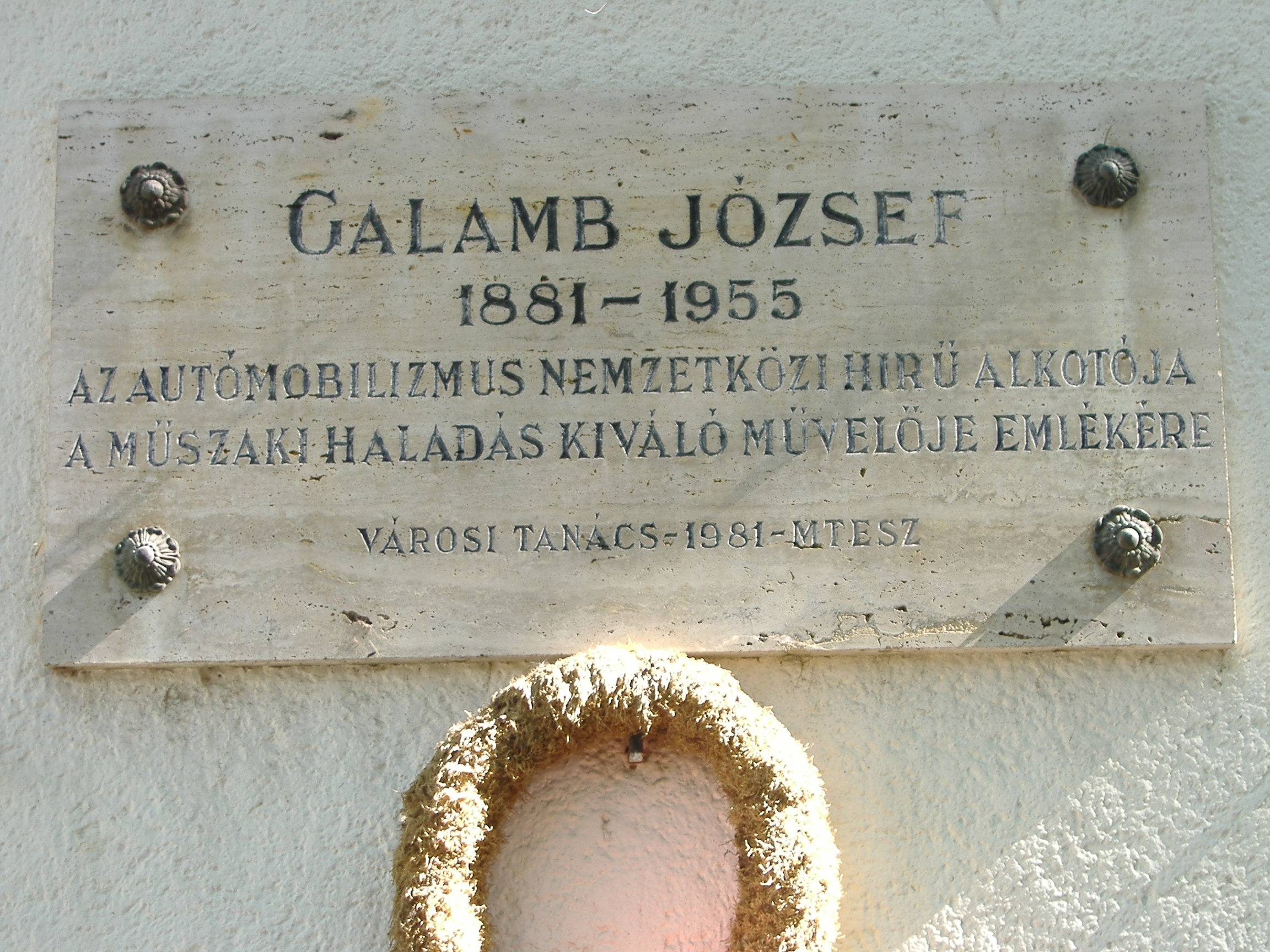
Galamb József emléktáblája Makón